# Ottavio Acquaviva d’Aragona (Kardinal, 1609)

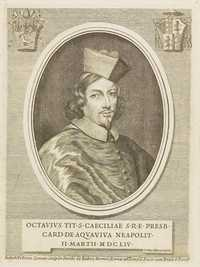
Ottavio Acquaviva d‘Arsgons (Stich von Giuseppe Maria Testana, 2. Hälfte 17. Jh.)

Ottavio Acquaviva d’Aragona (der Jüngere), auch Ottavio Aquaviva d’Aragonia  (* 23. September 1609 in Neapel; † 26. September 1674 in Rom) war ein italienischer Kardinal der Römischen Kirche.

## Leben

Kardinalswappen (modernes Schema)

Er war das dritte der sechs Kinder von Giosia Acquaviva, 12. Herzog von Atri, und dessen Ehefrau Margherita Ruffo aus der Familie der Fürsten von Scilla, die Familie Acquaviva gehörte dem Hochadel des Königreichs Neapel an. Bereits seine beiden Großonkel Giulio Acquaviva d’Aragona und Ottavio Acquaviva d’Aragona (der Ältere) waren Kardinäle. Später wurde sein eigener Großneffe Francesco Acquaviva d’Aragona ebenfalls Kardinal. Weitere Kardinäle aus derselben Familie waren Giovanni Vincenzo Acquaviva d’Aragona, Troiano Acquaviva d’Aragona und Pasquale Acquaviva d’Aragona. Während des Pontifikats von Urban VIII. zog er nach Rom, wo er zum Ehrenkämmerer Seiner Heiligkeit ernannt wurde. Er war Relator der Kongregation für die Güterverwaltung und bekleidete zwischen 1638 und 1654 eine Anzahl kurialer Ämter.
Papst Innozenz X. erhob ihn im Konsistorium vom 2. März 1654 – dem letzten dieses Papstes – zum Kardinal und verlieh ihm als Kardinalpriester am 23. März desselben Jahres den Kardinalshut sowie die Titelkirche San Bartolomeo all’Isola . Als Kardinal nahm Ottavio Acquaviva d’Aragona am Konklave 1655 teil, das Papst Alexander VII. wählte. Am 18. März 1658 entschied er sich für die Titelkirche Santa Cecilia. Er war Teilnehmer am Konklave 1667, aus dem Clemens IX. als neuer Pontifex hervorging. Vom 14. Januar 1669 bis zum 19. Januar 1671 war Ottavio Acquaviva d’Aragona Kämmerer des Heiligen Kardinalskollegiums. Er nahm am Konklave 1669–1670 teil, das in die Wahl von Papst Clemens X. mündete, verließ das Konklave jedoch bereits am 27. Februar 1670.
Ottavio Acquaviva d’Aragona starb am 26. September 1674 an einer Schlagaderblutung, die ein Arzt bei einem Aderlass verursacht hatte. Beigesetzt wurde er in seiner Titelkirche Santa Cecilia.